# Polsko A a B

Výsledky senátních voleb s patrným rozdělením, 2019
Občanská platforma
Právo a spravedlnost
Polská lidová strana
koalice SLD, Wiosna a Razem
nezávislí kandidáti

Polsko A a B (polsky Polska „A” i „B”) odkazuje na tradiční historický, politický a kulturní předěl mezi západní 
a východní částí Polska. Polsko „A”, na západ od řeky Visly, je částí vyspělejší a s rychlejším růstem než Polsko „B” na východ.
Podle předsedy Polské krajské hospodářské komory Marka Kłoczka jsou hranice rozdělení složitější a existují Polska dokonce tři: 
metropolitní oblasti jako Polsko A, zbytek země B a Polsko C pak tvoří pláně a chráněné krajinné oblasti na východ od Visly.
Toto dělení není nikterak oficiální a v určitém ohledu je příliš zjednodušené, ale je v širokém povědomí a tématem diskusí Poláků. Analogií může být rozdělení na tzv. „modré“ a „červené“ státy USA podle tendence volit Demokraty (modrá) či Republikány (červená).

## Historie
Z historického hlediska jsou počátky předělu vysledovatelné v 18. století během období dělení Polska, kdy rozdílná politika vedla k většímu průmyslovému rozmachu pruské části v porovnání s ruskou a rakouskou. Hranice Polska se v průběhů staletí měnily. Naposledy se posunuly na západ po druhé světové válce, blíže k historické podobě Polského království za vlády Piastovců a Jagellonců. Na západě Polska je hustější železniční síť výsledkem tradiční těžby uhlí a předválečné příslušnosti k vysoce industrializovanému Německu.

## Politika
Rozdíl mezi Polskem „A“ a „B“ je nejlépe patrný na preferencích voličů těchto území. Během 90. let se západ Polska přikláněl spíše ke Svazu demokratické levice, jakožto sekulární, sociálně liberální de facto nástupnické straně komunistické PZPR. Východ naopak tíhl buď k sociálně konzervativní levicové Polské lidové straně, nebo sociálně konzervativní pravicové Volební akci Solidarity. Zhruba od roku 2005 došlo na politické scéně ke změně. Polsko „A“ v širším smyslu s Varšavou začalo dávat přednost liberálně konzervativní Občanské platformě a Polsko „B“ více podporuje sociálně konzervativní stranu Právo a spravedlnost.

## Galerie

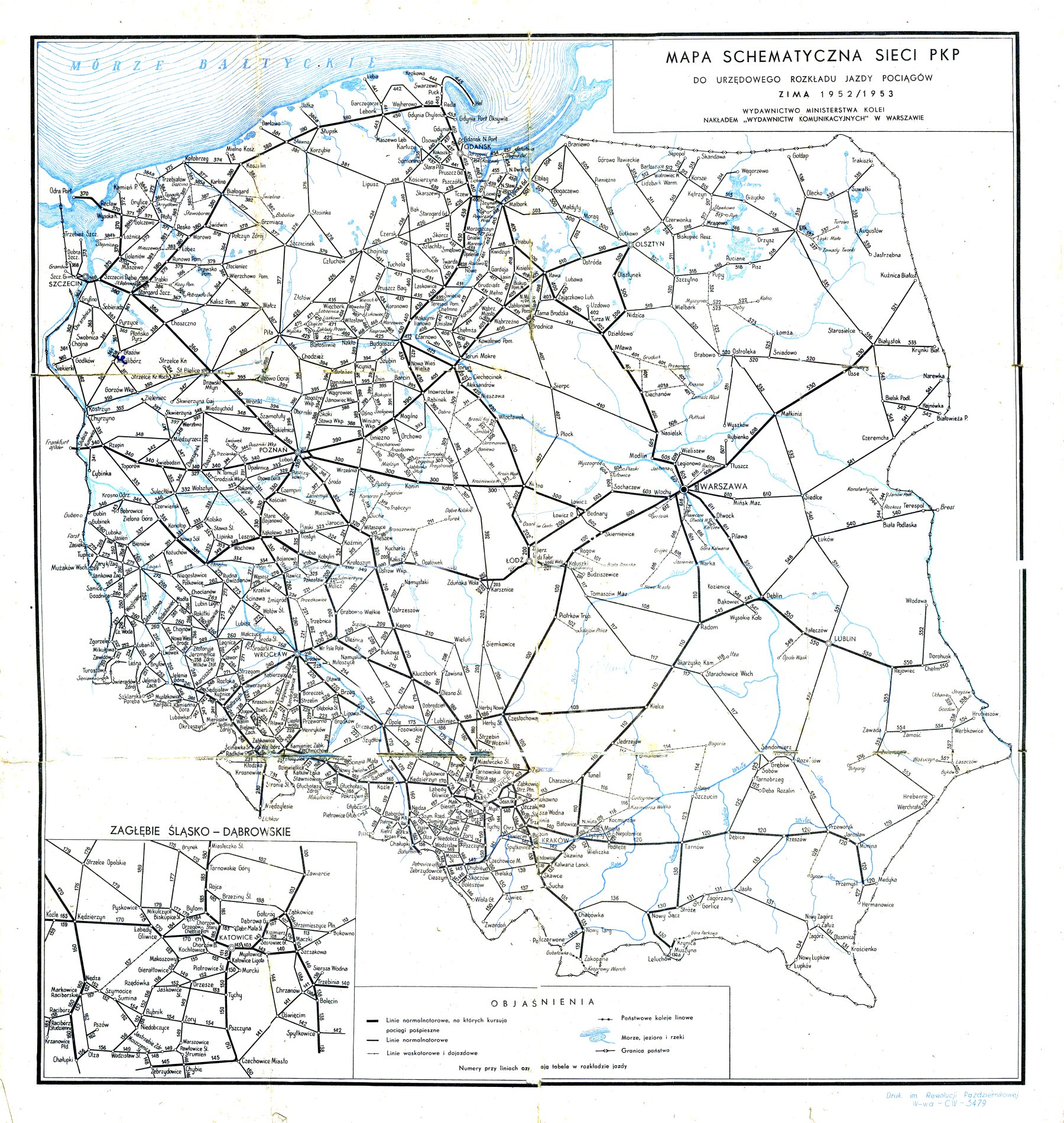
Polská železniční síť v roce 1953
Výsledky polských parlamentních voleb do Senátu, 2007      Občanská platforma      Právo a spravedlnost
Výsledky polských parlamentních voleb do Senátu, 2015      Občanská platforma      Právo a spravedlnost      Polská lidová strana      nezávislí kandidáti
Rychlostní silnice S7, jedna z moderních hranic mezi Polsky A a B